# NGC 5734
NGC 5734 (również PGC 52678) – galaktyka soczewkowata (S0), znajdująca się w gwiazdozbiorze Wagi. Odkrył ją 3 czerwca 1885 roku Francis Leavenworth.